# Coupe d'Albanie de volley-ball masculin
La Coupe d'Albanie de volley-ball masculin est une compétition de volley-ball organisée par la Fédération albanaise de volley-ball (Federata Shqiptare e Volejbollit, FSHV), elle a été créée en 1954.

## Palmarès
| Année | Vainqueur         | Score                            | Finaliste    |
| ----- | ----------------- | -------------------------------- | ------------ |
| 1954  | Partizani Tirana  |                                  |              |
| 1956  | Dinamo Tirana     |                                  |              |
| 1957  | Spartaku Tirana   |                                  |              |
| 1958  | 17 Nëntori Tirana |                                  |              |
| 1960  | Partizani Tirana  |                                  |              |
| 1961  | Dinamo Tirana     |                                  |              |
| 1962  | Dinamo Tirana     |                                  |              |
| 1963  | Partizani Tirana  |                                  |              |
| 1964  | 17 Nëntori Tirana |                                  |              |
| 1965  | Dinamo Tirana     |                                  |              |
| 1966  | Dajti Tirana      |                                  |              |
| 1967  | Dinamo Tirana     |                                  |              |
| 1968  | Dinamo Tirana     |                                  |              |
| 1969  | Vllaznia Shkodër  |                                  |              |
| 1970  | Vllaznia Shkodër  |                                  |              |
| 1971  | Partizani Tirana  |                                  |              |
| 1972  | Dinamo Tirana     |                                  |              |
| 1973  | Vllaznia Shkodër  |                                  |              |
| 1974  | Partizani Tirana  |                                  |              |
| 1975  | Dinamo Tirana     |                                  |              |
| 1976  | Dinamo Tirana     |                                  |              |
| 1977  | Partizani Tirana  |                                  |              |
| 1978  | Dinamo Tirana     |                                  |              |
| 1979  | Dinamo Tirana     |                                  |              |
| 1980  | Dinamo Tirana     |                                  |              |
| 1981  | Dinamo Tirana     |                                  |              |
| 1982  | Partizani Tirana  |                                  |              |
| 1983  | Dinamo Tirana     |                                  |              |
| 1984  | Dinamo Tirana     |                                  |              |
| 1985  | Vllaznia Shkodër  |                                  |              |
| 1986  | Dinamo Tirana     |                                  |              |
| 1987  | 17 Nëntori Tirana |                                  |              |
| 1988  | Vllaznia Shkodër  |                                  |              |
| 1989  | Vllaznia Shkodër  |                                  |              |
| 1990  | Dinamo Tirana     |                                  |              |
| 1991  | 17 Nëntori Tirana |                                  |              |
| 1992  | Tirana Tirana     |                                  |              |
| 1993  | Partizani Tirana  |                                  |              |
| 1994  | Partizani Tirana  |                                  |              |
| 1995  | Studenti Tirana   |                                  |              |
| 1996  | Tirana Tirana     |                                  |              |
| 1997  | Studenti Tirana   |                                  |              |
| 1998  | Erzeni Shijak     |                                  |              |
| 1999  | Erzeni Shijak     |                                  |              |
| 2000  | Teuta Durrës      |                                  |              |
| 2001  | Studenti Tirana   |                                  |              |
| 2002  | Studenti Tirana   |                                  |              |
| 2003  | Dinamo Tirana     |                                  |              |
| 2004  | Studenti Tirana   |                                  |              |
| 2005  | Studenti Tirana   |                                  |              |
| 2006  | Studenti Tirana   |                                  |              |
| 2007  | Studenti Tirana   |                                  |              |
| 2008  | Studenti Tirana   |                                  |              |
| 2009  | Studenti Tirana   |                                  |              |
| 2010  | Studenti Tirana   | 3-1                              | Teuta Durrës |
| 2011  | Studenti Tirana   | 3-0 (25-21 25-20 25-16)          | SK Tirana    |
| 2012  | Studenti Tirana   | 3-1 (25-18 25-17 21-25 25-21)    | Teuta Durrës |
| 2013  | Studenti Tirana   | 3-1 (14-25, 25-14, 25-20, 25-15) | Teuta Durrës |